# Betty Barclay Cup 2002
Il  Betty Barclay Cup 2002 è stato un torneo di tennis giocato sulla terra rossa. È stata la 18ª edizione del torneo, che fa parte della categoria Tier II nell'ambito del WTA Tour 2002. Si è giocato ad Amburgo in Germania 30 aprile al 5 maggio 2002.

## Campionesse

### Singolare
Kim Clijsters ha battuto in finale  Venus Williams con il punteggio di 1–6, 6–3, 6–4

### Doppio
Martina Hingis /  Barbara Schett hanno battuto in finale  Daniela Hantuchová /  Arantxa Sánchez Vicario con il punteggio di 6–1, 6–1